# Hope Islands National Park
Hope Islands National Park är en park i Australien. Den ligger i kommunen Cairns och delstaten Queensland, omkring 1 500 kilometer nordväst om delstatshuvudstaden Brisbane. Arean är 84 kvadratkilometer.
Trakten är glest befolkad. Det finns inga samhällen i närheten.
Savannklimat råder i trakten. Genomsnittlig årsnederbörd är 1 556 millimeter. Den regnigaste månaden är mars, med i genomsnitt 390 mm nederbörd, och den torraste är september, med 11 mm nederbörd.